# کارکس چیچیجیمنسیس
کارکس چیچیجیمنسیس (نام علمی: Carex chichijimensis) نام یک گونه از سرده جگن است.